# Chodelka
Chodelka (również Chodelica, Chodlik lub Chodel) – rzeka we wschodniej Polsce, prawy dopływ Wisły. Długość 49,3 km.

## Charakter i przebieg
Rzeka, wraz ze swymi dopływami, odwadnia niemal cały obszar Kotliny Chodelskiej wraz z jej skłonami i przyległymi obszarami wierzchowinowymi Płaskowyżu Bełżyckiego i Wzniesień Urzędowskich.
Maksymalne stany wody notowane są w marcu, a minimalne we wrześniu i październiku.
Źródła Chodelki leżą w strefie północnej krawędzi Wzniesień Urzędowskich, w okolicach wsi Kłodnica Górna, a w Chodelski Obszar Chronionego Krajobrazu Chodelka wpływa na zachód od Borzechowa.
Do Chodla dolina rzeki ma szczególny charakter – odznacza się wyjątkowo licznymi wypływami wód powierzchniowych, źródłami i liniami źródeł. Zbocza są dość strome, wyraźne, dno wąskie. Na zboczach podłoże kredowe występuje tuż pod powierzchnią. Bagniste tereny cieku koło Kożuchówki. W Kolonii Borów Chodelka przyjmuje prawy dopływ – ciek spod Zalesia. Poniżej Majdanu Borowskiego Chodelka wpływa do rozległego obniżenia o kotlinowatym charakterze, do którego uchodzą doliny dwu jej dalszych lewych dopływów – Chodlika (cieku spod Kępy) i Kożuchówki (cieku spod Zastowa). Chodlik wpływa w obszar chroniony w okolicy Ratoszyna, gdzie jego dolina jest formą wyraźną i malowniczą.
Odcinek doliny Chodelki od połączenia z ciekiem spod Zalesia po Chodel nie bez przyczyny uważany jest za najcenniejszy – rzeka i jej dolina zachowały bowiem niemal naturalny charakter i mają dużą wartość godną chronienia. Począwszy od rozległego kotlinowatego obniżenia powyżej Chodla, dolina Chodelki ma dno płaskie, dość szerokie, wielu miejscach sztucznie odwodnione systemami rowów melioracyjnych. W obrębie dna znajdują się kompleksy stawów, w kilku miejscach dawne groble znaczą ślady nieistniejących już zbiorników. Koryto rzeki jednak nie nosi wielu śladów zabiegów hydrotechnicznych, rzeka meandruje, a liczne porozrzucane w obrębie doliny i na jej zboczach kępy lasu sprawiają, że także odcinek doliny Chodelki od Chodla po Zajączków należy uznać za odznaczający się dużymi walorami krajobrazowymi.
Poniżej Zajączkowa, aż po ujście w Podgórzu, bieg Chodelki oraz system odwodnienia w obrębie jej doliny zostały całkowicie zmienione przez człowieka (z wyjątkiem fragmentów). Nakładają się tu i wzajemnie przenikają sztuczne systemy obiegu wody tworzone dla celów gospodarki rybackiej w kompleksach stawów rybnych i dla celów melioracyjnych.
W dalszym odcinku Chodelka przyjmuje wody sześciu dopływów. Ze strony prawej docierają do Chodelki wody krótkich cieków odwadniających doliny rozciągające krawędź Kotliny Chodelskiej: Poniatówki, Kowalanki, Brodka i Jaworki.

## Dopływy
Dopływami Chodelki są: Jankówka (zwana także Leonką), Dopływ spod Wronowa, Zalesianka, Poniatówka, Kowalanka, Chodlik, Janówka, Jaworka i Wrzelowianka.

## Hydrotechnika
Warunki odpływu i zmiany stanów wody najniższego odcinka Chodelki pozostają pod wpływem wahań stanu wody Wisły. W czasie wezbrań Wisły cofka na Chodelce sięgać może po Kosiorów, a nawet po Wolę Rudzką.
Wzdłuż koryta do miejscowości Kosiorów wybudowano wały chroniące obszar Powiśla przed wdarciem się wód powodziowych z Wisły. Ten odcinek Chodelki wchodzi już w obręb obszaru osłony Kazimierskiego Parku Krajobrazowego.

## Stawy
Największym kompleksem stawów w Kotlinie Chodelskiej jest Pustelnia (825 ha).

## Szlak kajakowy
Rzeka stanowi stosunkowo łatwy szlak kajakowy, pomimo kilku koniecznych przenosek, które są dość uciążliwe i mogą stanowić problem dla mniej doświadczonych kajakarzy. Trudność szlaku wzrasta w przypadku pokonywania prawie całego biegu – od Chodla (wtedy spływ zajmuje dwa dni, a górna część rzeki jest bardzo uciążliwa).